# Коронація Людовика
"Коронація Людовика" - французька епічна поема XII століття з циклу La Geste du Roi (Цикл про Короля). Написана десятискладним асонансним віршем; повний текст налічує 2695 рядків. Збереглося вісім рукописів XIII-XIV століть.

## Зміст
Карл Великий вінчає на царство 15-річного сина, майбутнього Людовика Благочестивого, дає йому мудрі поради та вмирає. Відразу після смерті імператора Арнеїс Орлеанський (Arnéïs d'Orléans) намагається захопити владу в країні, чому перешкоджає втручання Гільома Оранзького. Потім Гільйом і Людовик здійснюють паломництво до Риму, який опиняється в сарацинській облозі. Гільйом допомагає зняти облогу з Риму, перемагаючи в поєдинку сарацинського велетня Корсольта, але втрачає при цьому кінчик носа (звідси його прізвисько «Гільйом Короткий Ніс», Guillaume au court nez). Потім Гільйом придушує повстання нормандців. Слідом за цим він знову опиняється в Римі, звідки виганяє Гугона Німецького, який захопив місто. Нарешті, він допомагає Людовикові втихомирити бунтівних васалів.

## Видання
- Guillaume d'Orange. Chansons de geste des XIe et XIIe siècles, publiées pour la première fois par W. A. J. Jonkbloet. T. I. La Haye, 1854, p. 1-71.
- Le Couronnement de Louis, chanson de geste publiée d'après tous les manuscrits connus par E. Langlois. Paris, 1888 (SATF).
- Le Couronnement de Louis, chanson de geste du XII siècle, éditée par E. Langlois. Paris, 1920 (CFMA, № 22). Друге вид. - Paris, 1965.
- Les Redactions en vers du Couronnement de Louis. Edition avec une introduction et des notes par YG Lepage. Genève, 1978 (TLF, № 261).